# 2008 CT1
2008 CT1 とは、アテン群に属する地球近傍小惑星の1つ。2069年2月5日に地球に対して極めて接近し、わずかながら衝突する可能性がある。

## 軌道の性質
2008 CT1 は2008年2月3日に LINEAR によって発見された。しかし、同日中に LINEAR が4回、Bergen-Enkheim 天文台が4回、クレチ天文台が5回の計13回の観測情報の後は行方不明となっている。このため、軌道要素に関しては大雑把な値しか判明していない。
2008 CT1 は、近日点を水星軌道と金星の間、遠日点を地球軌道と火星軌道の間におく軌道離心率0.46の楕円軌道を307日かけて公転している。軌道傾斜角はわずか0.37度であるため、軌道近くにある水星、金星、地球に対して頻繁に接近する。地球軌道との最小距離はわずか3万8000kmである。2008年4月12日に近日点を通過し、次回は2009年5月24日に通過しているはずである。
2008 CT1 は、発見から2日後の2008年2月5日に、地球から13万3000kmの所を通過した。同程度まで接近するのは、次回は2069年2月5日であり、この時、地球に衝突する可能性が0.0052%ほどある。計算上の最接近距離も、最短では0であるが、最適な値では146万km、最長の場合は1460万kmの所を通過するとみられ、非常に誤差が大きい。その他の惑星に対する最短距離での接近は、いずれも最適な値で、水星に対しては2102年5月18日前後に967万km、金星に対しては2011年9月1日前後に969万kmまで接近したと考えられている。
| 天体 | 日時 (UTC)    | 日時 (UTC)   | 最接近距離（万km） | 最接近距離（万km） | 最接近距離（万km） | 相対速度 (km/s) |
| 天体 | 最適値        | 誤差         | 最小値             | 最適値             | 最大値             | 相対速度 (km/s) |
| ---- | ------------- | ------------ | ------------------ | ------------------ | ------------------ | --------------- |
| 水星 | 2102年5月18日 | 3日1時間57分 | 626                | 967                | 1810               | 13.49           |
| 金星 | 2011年9月1日  | 1日2時間33分 | 569                | 969                | 2200               | 18.42           |
| 地球 | 2069年2月5日  | 11時間37分   | 0                  | 146                | 1460               | 14.07           |
| 月   | 2008年2月5日  | 19分         | 36.5               | 36.8               | 37.1               | 13.27           |

## 物理的性質
2008 CT1 の絶対等級は27.7と非常に暗く、推定直径は10m、推定質量は1500トンである。2069年の接近時に仮に衝突した場合、相対速度17.64km/sで衝突し、広島に落とされた原爆の約4倍である57キロトン (2.4×1014J) のエネルギーを放出するとみられている。